# Caspar Weinberger
Caspar Willard Weinberger (San Francisco, 18 agosto 1917 – Bangor, 28 marzo 2006) è stato un politico statunitense.

## Biografia
Avvocato di professione, si laureò ad Harvard. Repubblicano dal punto di vista politico, combatté come capitano durante la seconda guerra mondiale nella 41ª divisione di fanteria statunitense. Fu segretario alla difesa nella presidenza Reagan dal 21 gennaio 1981 al 23 novembre 1987, oltre ad aver avuto un ruolo nella Strategic Defense Initiative (SDI, il cosiddetto scudo stellare statunitense) e nello scandalo Iran-Contras, il cosiddetto Irangate che vide coinvolto anche il colonnello Oliver North.
Nel 1984, teorizzò la legittimità dell'uso della forza militare in politica estera solamente a patto che esso fosse puntuale, decisivo e in difesa di interessi vitali del proprio Paese.